# Тома Миленкович
Тома Миленкович (на сръбски: Тома Миленковић; Чаири, Тръстеник, 12 януари 1935 – Белград, 7 май 2018) е сръбски историк, доктор на историческите науки, научен съветник в Института за съвременна история в Белград.

## Биография
Завършва основно училище в родния си град, долните класове на гимназията в Тръстеник и училището за обучение на учители в Крагуевац през 1952 г. Работи като учител в селата Щавички среза – Тутин в периода 1952 – 1955 г. Записва се в групата по история на Философския факултет в Белград през 1955 г. и завършва през 1959 г. От 1960 г. работи в отдела за исторически науки на Института за социални науки, а от 1969 г. до пенсионирането си през 1999 г. в Института за съвременна история в Белград. Преминава естествено-научен път от асистент до научен съветник през 1982 г. Защитава докторска степен през 1972 г. с дисертация на тема „Социалистическата партия на Югославия 1921 – 1929 г.“. Занимава се с историята на Югославия между двете световни войни, като в тази област обръща повече внимание на работническото движение, аграрната реформа, трудовото законодателство, държавните граници на Кралство на сърби, хървати и словенци, както и руската и българската емиграция в Югославия. Следва в Амстердам, Москва, София, Лондон и Елиста. Публикувал е 12 монографии, пет тома исторически извори и повече от 90 студии, приноси, статии, доклади и рецензии.
Той е женен за Милица Миленкович. Умира на 7 май 2018 г. в Белград.